# Charles Delahay
Frederick Charles Delahey  (Pembroke (Ontario), 19 maart 1905 - Muskoka, 17 maart 1973) was een Canadese ijshockeyspeler. 
Delahey mocht met zijn ploeggenoten van de Toronto Varsity Grads in 1928 Canada vertegenwoordigen tijdens de Olympische Winterspelen 1928 in het Zwitserse Sankt Moritz. Delahey won daar de gouden medaille bij het ijshockey.